# 北関大捷碑

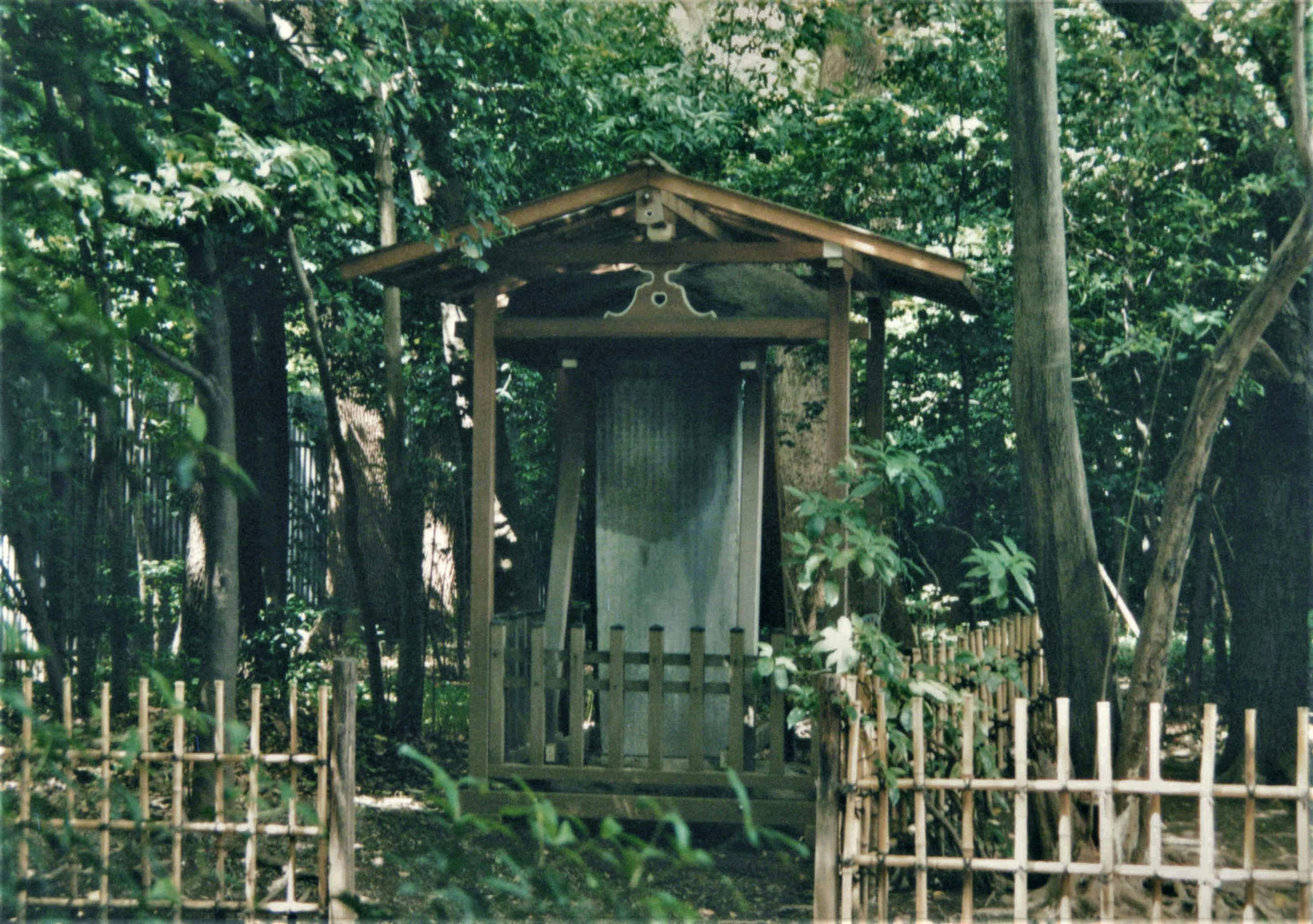
靖国神社の境内に置かれていた北関大捷碑

北関大捷碑（ほっかんたいしょうひ）は、文禄・慶長の役の際、朝鮮北部の義勇兵が日本側の加藤清正軍などを撃退したことを記念し、1709年に咸鏡道北部（現在の北朝鮮）に建立されたとされる石碑である。「咸鏡道義兵大捷碑」とも呼ばれる。朝鮮民主主義人民共和国の国宝（en:National Treasures of North Korea）193号。

## 碑文の内容
北関大捷碑には、朝鮮の義勇兵がいかに勇敢に戦ったかが刻まれているが、記載されている戦闘が実際に存在したかどうかについては定かではない。石碑が建てられたのは戦闘があったとされる1592年から100年以上後の1709年であるため、石碑の内容の信憑性は不明である。戦闘当時の双方の記録に、碑文内容に該当する戦闘は記録されていない。
- 万暦の頃に、倭の酋長、秀吉が強大な軍勢を信じて、明を犯すようとしたが、我が国がその侵攻のための道を貸さないと怒り、遂には我が国に入寇し、都（現ソウル）にまで至った。宣祖（朝鮮王）は西に移動し、全ての村々が敵に蹂躪された。賊（日本）は京畿道（ソウル北部）を陥れ、荒々しい敵将2人（小西行長と加藤清正）は軍を二分して、行長は朝廷の後を追って西へ、清正は主に北方侵攻を担った。

- 我々は臨溟（現在の北朝鮮金策市臨溟里）に軍を分け、敵を待っていたが、賊（日本）は戦勝に慣れて備えをおろそかにしていた。我が軍が立ち上がって一斉に突撃すると賊（日本）は敗走した。それを追って敵将五人を殺し、無数な敵を斬り、馬と武器を捕獲した。これにより、これまで逃げ隠れていた将兵が加わり、七千人に達した。賊（日本）は吉州城に立て籠もったが、道に伏兵を置き、敵が出てくるやこれを打ち破った。城津（現在の金策市）の賊（日本）が臨溟に攻めてきたので、草むら山間に伏兵を設け、帰るのを待って双方から挟撃し、大いに破り、数百人を斬った。

- 南方より盗（日本）が我が国にやって来て、大邦（明）を撃とうとし、わが国は災いを受けた。高く高い北方が野蛮人（日本）の巣窟となり、愚かな民は抵抗することなく従った。だが、血を塗った口で我々を飲み込み、毒を吐く醜い賊（日本）に、義兵たちは勇ましかった。彼ら（義兵）は利益に捕らわれず義を重んじた。彼ら（義兵）が戈と弓を気にすることなく叛徒を殲滅すると、あの賊（日本）が我らに襲い掛る事はもうなかった。義兵が鼓を打つと、山は崩れ、海が沸くようで、我が軍の輝く攻撃に、醜い野蛮人（日本）は、驚きながら崩壊した。賊に神の罰を与える事を、義兵が底から手伝ったのは、私的じゃない忠誠のためであり、そのお蔭で北国（咸鏡道）は平定され、我々は再び蚕を飼い、農地を耕せるようになった。王様は「どれが汝の功績より優れているだろうか」と仰いながら、官職を賜り、功績を讃えた。臨溟の崖に石がそそり立っているが、これに功績を刻み、永遠に顕彰する。

## 日本への来歴と返還
この石碑は日露戦争時、旧日本軍の将校（池田正介少将）が発見して朝鮮半島から日本へ持ち帰ったため、靖国神社の境内に長らく置かれていた。しかし1999年頃から、朝鮮の義勇軍の子孫を中心に返還を求める動きが出始め、2005年6月の日韓首脳会談の際に「返還に向けての調整」とされ、所有者である靖国神社は、もともと北朝鮮の地にあった碑であるため、かねてより「韓国と北朝鮮の間で調整がとれていること」を「返還」の前提としてきたが、同年10月、韓国側そして日本政府の要請もあり、韓国への引渡しを決定し、移送されることとなった。韓国ではこれをしばらく新国立博物館に展示していたが、2006年の南北の実務協議により、この碑を韓国から北朝鮮に引き渡すことで合意し、同年3月1日に北朝鮮へ移送されている。

### 来歴理由
唯一残っている来歴理由を示す一次史料としては、アジア歴史資料センターに「加藤清正征韓記念碑下付出願の件」（レファレンスコード：C03026852200）が存在している。そこには「自国軍（朝鮮）の忠義を賞賛した碑文を刻んでいる記念碑であり、我が国（日本）にとっては好ましくないものである。よって、六四出征軍においてこれを発見した時に、この碑の存在が日韓両国の親善の妨げになる事が心配になり、建立した人の子孫の承諾を得て持ち帰った」と書かれている。
中村久四郎はこの一次資料とほぼ同じ見解を語っており、「（池田正介少将が）『この紀念碑を永在するのは両国間の感情を害するものであり、石碑の撤去を切望する』との趣旨を碑のあった地域住民達に説いたところ、彼等も少将の至誠に感じ、少将に譲与し、三好師団長の凱旋の折に同師団長に託して東京まで持ちかえったもの」であるとしている。
一方で崔書勉は、「日露戦争時に日本軍は戦利品がなかったため北関大捷碑は恰好の戦利だったのではなかったかと思われる」「彼ら（池田正介少将等）を不愉快にし、また信じたくなかったことであることは想像にかたくない。」としており、北島万次は、「加藤清正が敗北したという史実を朝鮮民族から隔離することを意図したもので、さらに、帝国主義は、自己に都合の悪い史実を抹殺・隠蔽」するために持ち帰ったものではないかと主張している。